# Euporie (måne)
Euporie er en af planeten Jupiters måner: Den blev opdaget 11. december 2001 af Scott S. Sheppard, David C. Jewitt og Jan Kleyna, og kendes også under betegnelsen Jupiter XXXIV. Lige efter opdagelsen fik den den midlertidige betegnelse S/2001 J 10, men i starten af 2005 vedtog den Internationale Astronomiske Union at opkalde den efter Zeus' datter Euporie fra den græske mytologi.
Euporie er en af i alt 16 Jupiter-måner i den såkaldte Ananke-gruppe; 16 måner med omtrent samme omløbsbane som månen Ananke.
| Astronomi | Spire Denne artikel om astronomi er en spire som bør udbygges. Du er velkommen til at hjælpe Wikipedia ved at udvide den. |